# Славино (Кемеровская область)
Славино — село в Новокузнецком районе Кемеровской области. Входит в состав Терсинского сельского поселения.

## География
Центральная часть населённого пункта расположена на высоте 192 метров над уровнем моря.

## Население
По данным Всероссийской переписи населения 2010 года, в селе Славино проживает 344 человека (173 мужчины, 171 женщина).